# Olympische Sommerspiele 1928/Reiten
Bei den IX. Olympischen Spielen 1928 in Amsterdam werden zum ersten Mal die auch bei heutigen Olympischen Spielen ausgeübten sechs Wettbewerbe im Reitsport ausgetragen.

## Dressur

### Einzel
| Platz | Land | Reiter und Pferd                            | Punkte |
| ----- | ---- | ------------------------------------------- | ------ |
| 1     | GER  | Carl-Friedrich von Langen auf „Draufgänger“ | 237,42 |
| 2     | FRA  | Charles Marion auf „Linon“                  | 231,0  |
| 3     | SWE  | Ragnar Olson „Günstling“                    | 229,78 |

### Mannschaft
| Platz | Land | Reiter und Pferde                                                                                              | Punkte |
| ----- | ---- | --- | ------ |
| 1     | GER  | Carl-Friedrich von Langen auf „Draufgänger“ Hermann Linkenbach auf „Gimpel“ Eugen von Lotzbeck auf „Caracalla“ | 669,72 |
| 2     | SWE  | Carl Bonde auf „Ingo“ Janne Lundblad auf „Blackmar“ Ragnar Olson „Günstling“                                   | 650,86 |
| 3     | NED  | Gerard le Heux auf „Valérine“ Jan van Reede auf „Hans“ Pierre Versteegh auf „His Excellence“                   | 642,96 |

## Springreiten

### Einzel
| Platz | Land | Reiter und Pferd                         | Strafpunkte |
| ----- | ---- | ---------------------------------------- | ----------- |
| 1     | TCH  | František Ventura auf „Eliot“            | 0           |
| 2     | FRA  | Pierre Bertran de Balanda auf „Papillon“ | 2           |
| 3     | SUI  | Charles-Gustave Kuhn auf „Pepita“        | 4           |

### Mannschaft
| Platz | Land | Reiter und Pferde                                                                                               | Strafpunkte |
| ----- | ---- | --- | ----------- |
| 1     | ESP  | José Navarro Morenes auf „Zapatazo“ José Álvarez de Bohórquez auf „Zalamero“ Julio García Fernández „Revistade“ | 4           |
| 2     | POL  | Michał Antoniewicz auf „Readgleadt“ Kazimierz Gzowski auf „Mylord“ Kazimierz Szosland auf „Ali“                 | 8           |
| 3     | SWE  | Carl Björnstjerna auf „Kornett“ Ernst Hallberg auf „Loke“ Karl Hansen auf „Gerold“                              | 10          |

## Vielseitigkeit

### Einzel
| Platz | Land | Reiter und Pferd                          | Punkte  |
| ----- | ---- | ----------------------------------------- | ------- |
| 1     | NED  | Charles Pahud de Mortanges auf „Marcroix“ | 1969,92 |
| 2     | NED  | Gerard de Kruijff auf „Va-T'en“           | 1967,26 |
| 3     | GER  | Bruno Neumann auf „Ilja“                  | 1944,42 |

### Mannschaft
| Platz | Land | Reiter und Pferde | Punkte  |
| ----- | ---- | --- | ------- |
| 1     | NED  | Charles Pahud de Mortanges auf „Marcroix“ Gerard de Kruijff auf „Va-T'en“ Adolf van der Voort van Zijp auf „Silver Piece“ | 5865,68 |
| 2     | NOR  | Wilhelm Eugen Johansen auf „Baby“ Arthur Qvist auf „Hidalgo“ Bjart Ording auf „And Over“                                  | 5395,68 |
| 3     | POL  | Michał Antoniewicz auf „Moja Mita“ Karol Rómmel auf „Doneuse“ Józef Trenkwald auf „Lwi Pazur“                             | 5067,92 |